# Парижки салон
Парижкият салон (или Салон на Париж; на френски: Salon de Paris) е една от най-престижните френски изложби, организирана редовно от френската Академия за изящни изкуства. В периода 1748 – 1890 е най-крупната културна проява в света.
По инициатива на Луи XIV Кралската академия за изящни изкуства започва провеждането на редовни изложби от произведения на своите членове. Първата изложба е на 23 април 1667 година. Традицията продължава повече от 3 века. През 1725 година изложбата се провежда за първи път в Лувъра. От 1791 г. Салонът става достъпен за всички художници, не само за членове на академията.